# Noctua dimidiata
Noctua dimidiata är en fjärilsart som beskrevs av Fabricius 1798. Noctua dimidiata ingår i släktet Noctua och familjen nattflyn. Inga underarter finns listade i Catalogue of Life.